# 극장판 프리큐어 올스타즈 DX2 희망의 빛☆레인보우 쥬얼을 지켜라!
《극장판 프리큐어 올스타즈 DX2 희망의 빛☆레인보우 쥬얼을 지켜라!》(일본어: 映画 プリキュアオールスターズDX2 希望の光☆レインボージュエルを守れ!)는 2010년 애니메이션 영화이다. 프리큐어 올스타즈 DX 2편이다. 전작이 상영된 지 정확히 1년 후인 2010년 3월 20일에 개봉된 후속작이다.